# Parque nacional Costa Occidental de Isla Mujeres, Punta Cancún y Punta Nizuc
El Parque Nacional Costa Occidental de Isla Mujeres, Punta Cancún y Punta Nizuc forma parte de la barrera arrecifal denominada “Gran Cinturón de Arrecifes del Atlántico Occidental” (también conocido como “Gran Arrecife Maya”) y pertenece al “Sistema Arrecifal Mesoamericano”, considerada como la segunda barrera arrecifal más grande del mundo.
El parque marino está dividido en tres polígonos,  cada uno se encuentra frente a las costas descritas en el mismo nombre del parque. La formación arrecifal del polígono punta Nizuc se extiende al sur hasta la colindancia del parque nacional Arrecife de Puerto Morelos, y 30 km al occidente del polígono de Isla Mujeres, se encuentra el Parque Nacional Isla Contoy. 

## Ubicación
Se encuentra en la península de Yucatán al noreste del estado de Quintana Roo en las costas del mar Caribe de los municipios de Isla Mujeres y Benito Juárez , sin incluir las zonas federales marítimo terrestres por lo que queda comprendido dentro de las aguas marinas costeras.
El área comprende una superficie de 8,673-06-00 ha, distribuidas en tres polígonos separados :
En el municipio de Isla Mujeres:
- Polígono 1 costa occidental de Isla Mujeres con un área de 2,795-48-25 ha

En el municipio de Benito Juárez en la zona hotelera de Cancún:
- Polígono 2 punta Cancún con un área de 3,301-28-75 ha
- Polígono 3 punta Nizuc con un área de 2,576-29-00 ha

## Fisiografía
La zona costera al igual que toda la península se caracteriza por presentar un relieve muy escaso y por la ausencia de ríos superficiales debido a la naturaleza kárstica del terreno. El relieve topográfico es prácticamente plano, se encuentran elevaciones máximas de 20 m, son frecuentes dolinas y depresiones donde se acumulan arcillas de descalcificación.
La zona litoral presenta salientes rocosas, cordones, espolones y lagunas pantanosas intercomunicadas hacia el océano por medio de canales.
La región está esculpida por rocas carbonatadas del terciario superior, las que debido a una intensa precipitación, el clima y su posición estructural han sufrido una intensa disolución ocasionando una superficie rocosa kárstica ligeramente ondulada.
En el cuaternario el área se modificó con el depósito de calizas conquilíferas, la formación de lagunas pantanosas, acumulación y litifiación de sedimentos eólicos, así como la construcción de dunas recientes y depósitos del litoral.  Estratigráficamente en el área afloran rocas carbonatadas y depósitos no consolidados.

### Hidrología
Según las cartas hidrológicas del Instituto Nacional de Estadística, Geografía e Informática (INEGI) el parque está enclavado en la zona hidrológica 32, denominada Yucatán Norte, de la vertiente oriental, donde no existen subdivisiones de cuencas y subcuencas al no existir escurrimientos superficiales, por lo que la condición hidrogeológica es de equilibrio en la zona costera. 

### Relieve submarino
En cuanto a la topografía submarina, la península de Yucatán está incluida en el mar mediterráneo americano, que es una zona de transición entre un continente y un océano. Las aguas que bañan sus costas corresponden al mar Caribe y al golfo de México.
El relieve submarino en ambos flancos es totalmente diferente, esto afecta notablemente la circulación oceánica y por lo tanto la distribución de los arrecifes coralinos. La parte
principal del mar Caribe está ocupada por cuencas oceánicas profundas, separadas entre sí por un sistema de crestas casi paralelas.
Una porción del fuerte flujo de la corriente de Yucatán hacia el norte baña la plataforma noreste de Quintana Roo. Las salinidades en la plataforma son de 35 a 36 ppm.
La temperatura superficial del agua es de alrededor de 28 °C durante el verano y de 24 °C durante el invierno.

### Climatología
El clima de la región es cálido, subhúmedo con temporadas de lluvia marcadas, la estación seca se extiende desde enero hasta mayo; y la húmeda de mayo a octubre, con un periodo invernal intermedio denominado de “nortes” (frentes fríos acompañados con vientos sostenidos de 20 a 30 km/h con ráfagas de viento que pueden alcanzar los 80 km/h) . Los huracanes son frecuentes durante la última parte del verano y el comienzo del otoño (agosto-octubre e incluso noviembre).
En el estado de Quintana Roo, en el transcurso del año las temperaturas medias
oscilan en un intervalo que va desde los 18 a los 26 °C.
En cuanto a la precipitación en la zona, llueve alrededor de 1,000 mm en promedio, concentrándose en el periodo de mayo a octubre, con máximos en junio y septiembre, y presentando una disminución importante en agosto, originando una sequía intraestival o canícula.

## Historia
Desde 1963 la comunidad de Isla Mujeres, emprendió esfuerzos de protección de los arrecifes, con el apoyo del “Centro de estudios deportivos acuáticos de México”. El 7 de febrero de 1973 se tomó una primera acción de protección a nivel federal, mediante el decreto por el que se establece como zona de refugio de flora y fauna marina la ubicada en la zona occidental de Isla Mujeres, incluyendo los arrecifes de punta Cancún y punta Nizuc.
En 1980 la creación del “Grupo ecologista de Isla Mujeres AC”,  conduce una campaña permanente de boyeo del arrecife “los manchones”, “del farito” y áreas aledañas con recursos aportados por el ayuntamiento de Isla Mujeres.
En 1986 se inician los trabajos de coordinación y concentración para el manejo sustentable del área, se integró un primer comité plural, donde se encontraban representadas autoridades y grupos comunitarios, colegios e investigadores.
En 1993, se instala el subcomité de protección y vigilancia del sistema lagunar Nichupté, órgano de consulta pública en el que están representados los tres niveles de gobierno, colegios de profesionistas, centros de investigación, grupos ciudadanos, ecologistas, cámaras empresariales y medios de comunicación, así mismo se decretó el plan de ordenamiento ecológico del sistema lagunar Nichupté, y se establece para la zona arrecifal de dos de los tres polígonos que conforman actualmente el parque una política de protección sujeta a programa de manejo.
En 1995, se creó la comisión de arrecifes en el seno del subcomité, y mediante el trabajo conjunto de sus integrantes tuvo como resultado un convenio de concertación para el uso y aprovechamiento sustentable de los arrecifes de la zona norte del estado de Quintana Roo firmado el 13 de febrero de 1995.

### Decreto
La comisión de arrecifes concertó entre los miembros y propuso al instituto nacional de ecología (INE) los términos del decreto de parque marino nacional así como el trazo de los polígonos.
El presidente Ernesto Zedillo Ponce de León efectuó la declaratoria de parque marino nacional en una ceremonia efectuada en el canal de Nizuc el 15 de marzo de 1996.
A partir de ese momento el INE tomó la responsabilidad de la administración del parque a través del nombramiento de un director, se elaboró un programa emergente, se iniciaron las gestiones para concertar el manejo y la administración con los sectores involucrados y se estableció un esquema de financiamiento, por lo cual se integró un consejo de planeación del parque marino nacional creándose un fideicomiso de inversión entre “Asociados náuticos de Cancún AC”, “Asociados náuticos y subacuáticos de Isla Mujeres AC” y el “Instituto nacional de ecología”.

### Actualidad
El turismo es una prioridad nacional de México, por ser motor generador de divisas, fuente de empleos, promotor de los valores nacionales y ventana de las riquezas naturales del país. Cancún ha sido desde mediados de los años ochenta el desarrollo turístico de mayor importancia, además de industria hotelera y restaurantera, se encuentran las actividades náutico – recreativas, que constituyen uno de los grandes atractivos en todos los destinos de playa.
Las actividades náutico – recreativas, que se desarrollan al interior del parque, constituyen importantes fuentes de empleo directo para más de cinco mil familias de la zona, representando una importante actividad económica en la región, a la cual concurren desde los más humildes pescadores hasta empresas con la más alta tecnología del mercado.

### Importancia ecológica y turística
Los arrecifes del parque representan un recurso importante en términos económicos y biológicos, pues se ubican en el polo de desarrollo turístico de Cancún, siendo los atractivos naturales preferencia del turismo, es por eso importante preservar el recurso y garantizar su permanencia.
Además las playas que son el principal atractivo de Cancún, están sometidas a una dinámica erosiva intensa, soportando un proceso de continuo retroceso, especialmente por la frecuente presencia de tormentas y huracanes característicos de la región. Esta actividad destructiva es contrarrestada por las comunidades biológicas, ya que la línea de costa parece ser estable, y en algunos lugares avanza debido a la contribución de dichas comunidades al depósito calcáreo (acreción). La comunidad de mayor trascendencia en este aspecto es el arrecife coralino, particularmente las algas calcáreas y los corales hermatípicos, que continuamente aportan al sistema esqueletos calcáreos. Los arrecifes actúan como una barrera disipadora de la energía de las olas y de las corrientes marinas, que de otra manera erosionarían la línea costera.

## Objetivos
- ”Desarrollar estratégicas y proponer acciones que propicien la protección y conservación de los recursos naturales, así como la restauración de las zonas que así lo requieran”
- ”Proponer y establecer las bases de coordinación interinstitucionales para reforzar las acciones de operación, protección, vigilancia y manejo de los recursos”
- ”Proponer y establecer las bases de concertación con los distintos sectores involucrados”
- ”Lograr la compatibilidad entre el uso sustentable de los recursos naturales del parque y la protección de los mismos”

## Biodiversidad
De acuerdo al Sistema Nacional de Información sobre Biodiversidad de la Comisión Nacional para el Conocimiento y Uso de la Biodiversidad (CONABIO) en el Parque Nacional Costa Occidental de Isla Mujeres, Punta Cancún y Punta Nizuc habitan más de 1,120 especies de plantas y animales de las cuales 55 se encuentran dentro de alguna categoría de riesgo de la Norma Oficial Mexicana NOM-059  y 29 son exóticas,

### Vegetación terrestre
El área terrestre del parque representa una proporción muy pequeña de su superficie y está constituida únicamente por el islote La Carbonera, en Isla Mujeres y tres pequeños islotes rocosos en Punta Cancún.
La flora terrestre está constituida por manglar y vegetación de dunas costeras, donde se han registrado 40 especies.  En el islote de La Carbonera, y algunos sitios costeros del polígono de punta Nizuc, podemos encontrar vegetación de manglar. Los manglares son comunidades vegetales que se desarrollan sobre suelos inundables salinos y que están dominadas por especies arbóreas de hojas coriáceas, y con mecanismos adaptativos que les permiten tolerar la salinidad del sustrato y la falta de oxígeno en las raíces.
Las comunidades de manglares presentan una zonación bien definida, según el nivel de oxigenación, la inundación y la salinidad del sustrato. Los bordes de la costa oriental del islote, con aguas protegidas, presentan un bosque de margen de mangle rojo.

### Vegetación marina
La flora de algas consta de 235 especies y las angiospermás están representadas en su mayoría por pastos marinos tales como Thalassia testudinum y Syringodium filiforme.

### Fauna terrestre
En los islotes la fauna terrestre está representada principalmente por 30 especies de aves acuáticas que los utilizan como sitios de anidación o solamente como sitios de reposo. Es necesario resaltar que en los islotes de Punta Cancún se tiene el único registro en el país de dos especies de golondrina de mar Anous minutus y Anous stolidus

### Fauna marina

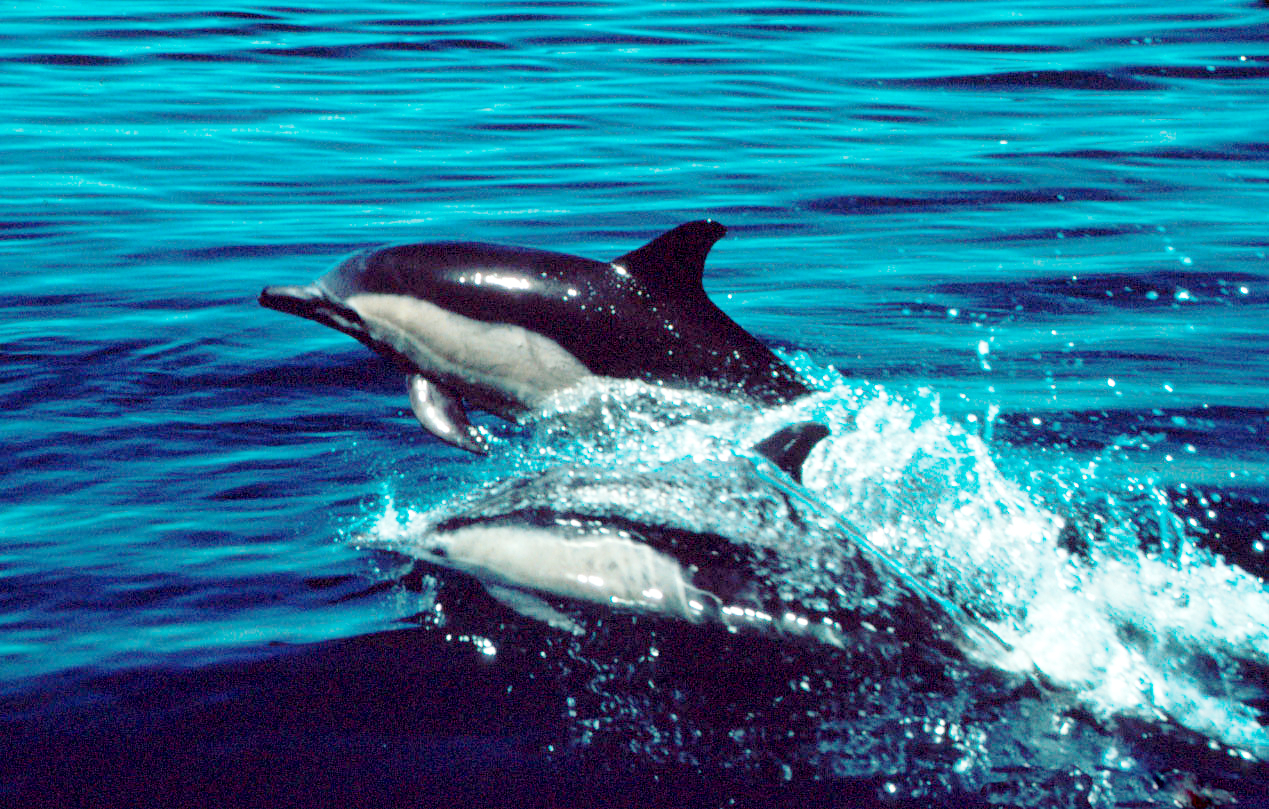
Delfines.

En los inventarios del parque se registran 35 especies de corales escleractinios y 37 de corales blandos; el cuerno de alce (Acropora Palmata), el de ciervo (A. cervicornis), Plexaura homomalla y P. dichotoma están considerados por la normatividad mexicana bajo protección especial.
De invertebrados marinos se han reportado 82 especies de esponjas, 43 de moluscos, como quitones, caracoles, ostras, pulpos, y calamares.  Se encuentran también 65 especies de poliquetos, 37 de crustáceos, 21 de sipuncúlidos, 24 de equinodermos, entre estrellas, erizos y pepinos de mar.
De los vertebrados destacan 108 especies de peces, cuatro tortugas marinas, la blanca, la caguama, la carey y la laúd, también dos de cocodrilo, el de río crocodylus acutus y el de pantano crocodylus moreletti protegidas por la norma mexicana.  Se han reportado también 11 especies de delfines y ballenas.

## Tratados internacionales para la conservación

### Sistema Arrecifal Mesoamericano (SAM)

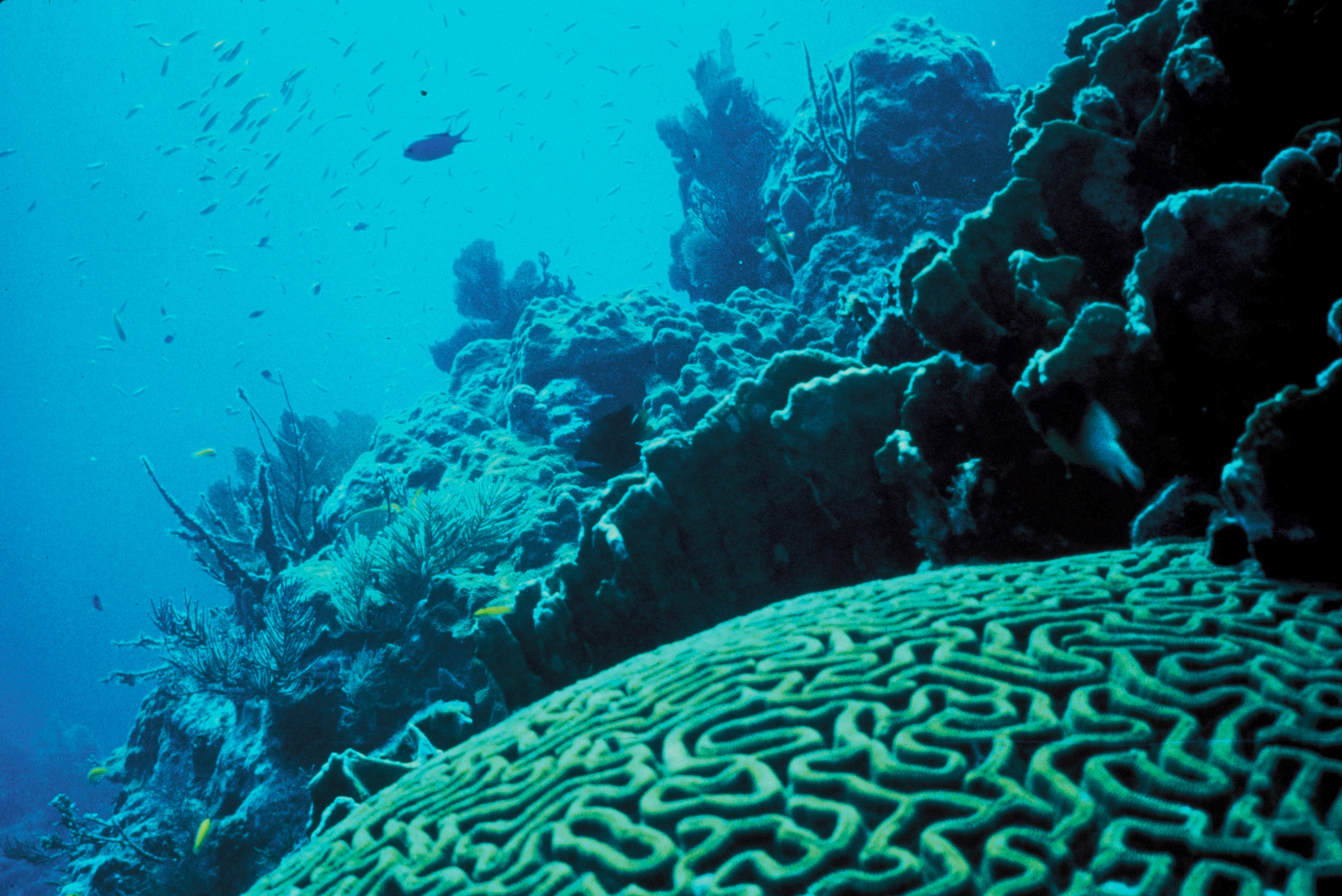
Arrecife de coral.

Los presidentes de México, Guatemala,  Honduras y el primer ministro de Belice se reunieron en Tulum, Quintana Roo, el 5 de junio de 1997 para firmar, en  el marco del Año Internacional de los Arrecifes, la Declaración de Tulum. 
En dicha declaración acordaron adoptar la "Iniciativa del Sistema Arrecifal Mesoamericano" (SAM) que promueve la conservación del mismo a través de su uso sustentable.
La estrategia del Sistema Arrecifal del Caribe Mesoamericano se enmarca dentro de: 
- La Convención sobre Diversidad Biológica, establecida como parte de los acuerdos tomados en la Conferencia de las Naciones Unidas sobre Medio Ambiente y Desarrollo, celebrada en Río de Janeiro en 1992.
- Los acuerdos Tuxtla I y II de cooperación entre México y la región Centroamericana, firmados por los presidentes del área.
- Los acuerdos tomados en el seno de la Comisión Centroamericana de Ambiente y Desarrollo, donde destaca como punto relevante impulsar las acciones de conservación del proyecto del Corredor Biológico Mesoamericano.
- El Convenio de Cartagena para la protección y desarrollo del medio marino en la región del Gran Caribe.

### Convenio de RAMSAR
La Convención sobre los Humedales, firmada en Ramsar, Irán, en 1971, es un tratado intergubernamental que sirve de marco para la acción nacional y la cooperación internacional en pro de la conservación y uso racional de los humedales y sus recursos..
México se adhiere a la Convención a partir del 4 de noviembre de 1986 al incluir a la Reserva de la Biosfera Ría Lagartos como humedal de importancia internacional.
Los manglares de nichupté aledaños al parque fueron declarados como uno de los sitios Ramsar de México el 2 de febrero de 2008, y cuentan con una extensión de 4.257 ha.

## Atractivos del lugar

### Polígono 1, Costa occidental Isla Mujeres
Existen muchas forma para acceder a la isla, vía aérea utilizando el pequeño aeropuerto que se encuentra al centro de la isla, pero lo más común es por vía marítima desde la terminal del ferry en [{Punta Sam]],  desde la terminal de barcos rápidos de Puerto Juárez, desde la zona hotelera de Cancún mediante tour desde “playa langosta”, “playa tortugas”, y del embarcadero de “playa linda”.
Una vez estando en la isla, los lugares de acceso más populares son: en el norte “el farito”, en el sur “el garrafón”, y desde el litoral la “playa lancheros” y la “playa norte”

Playa Norte Isla Mujeres.

Están permitidos recorridos en embarcaciones motorizadas y no motorizadas,  el buceo libre con snorkel es posible realizarlo en los arrecifes someros que se encuentran en “el garrafón”, “manchones grande”, “manchones chico”, “zona litoral”, y al norte para nadadores experimentados “el farito” y “la cadena” la visibilidad en todos los sitios es excelente.  La práctica de buceo autónomo se puede realizar en las áreas de “manchones grande”, “manchones chico”, cercano al área del parque uno de los principales puntos de buceo es “la cueva de los tiburones dormidos” lugar descubierto hacia 1950 por un joven buzo de la isla Carlos García Castilla “el válvula”, posteriormente este lugar se hizo famoso por la difusión del buzo mexicano Ramón Bravo, el lugar fue visitado por los exploradores Jacques Cousteau y la doctora Eugene Clark en la década de los 60.  El buceo en pecio es posible al occidente en “el Triunfador” barco camaronero y “las Redes” barco pesquero, ambos hundidos por el huracán Gilberto en septiembre de 1988.  Al oriente de la isla se encuentran “el Frío” barco carguero, “el Hondureño” hundido por buzos de la isla en 1990, y “el Chairel” transbordador donado por Teléfonos de México y hundido el 18 de octubre de 2000.
La punta sur de la isla, conocida como “el garrafón” ha sido concesionada a una empresa privada, aquí pueden realizarse diversas actividades de playa, propias de un parque acuático como nado con delfines, tirolesa, kayak o simplemente relajación a la orilla del mar.

### Polígono 2, Punta Cancún
El segundo polígono se encuentra en el corazón comercial de la zona hotelera cuyo nombre es precisamente Punta Cancún, al norte es posible acceder por “playa caracol”  y al oriente por “playa chac-mool”  y “playa gaviota azul”.

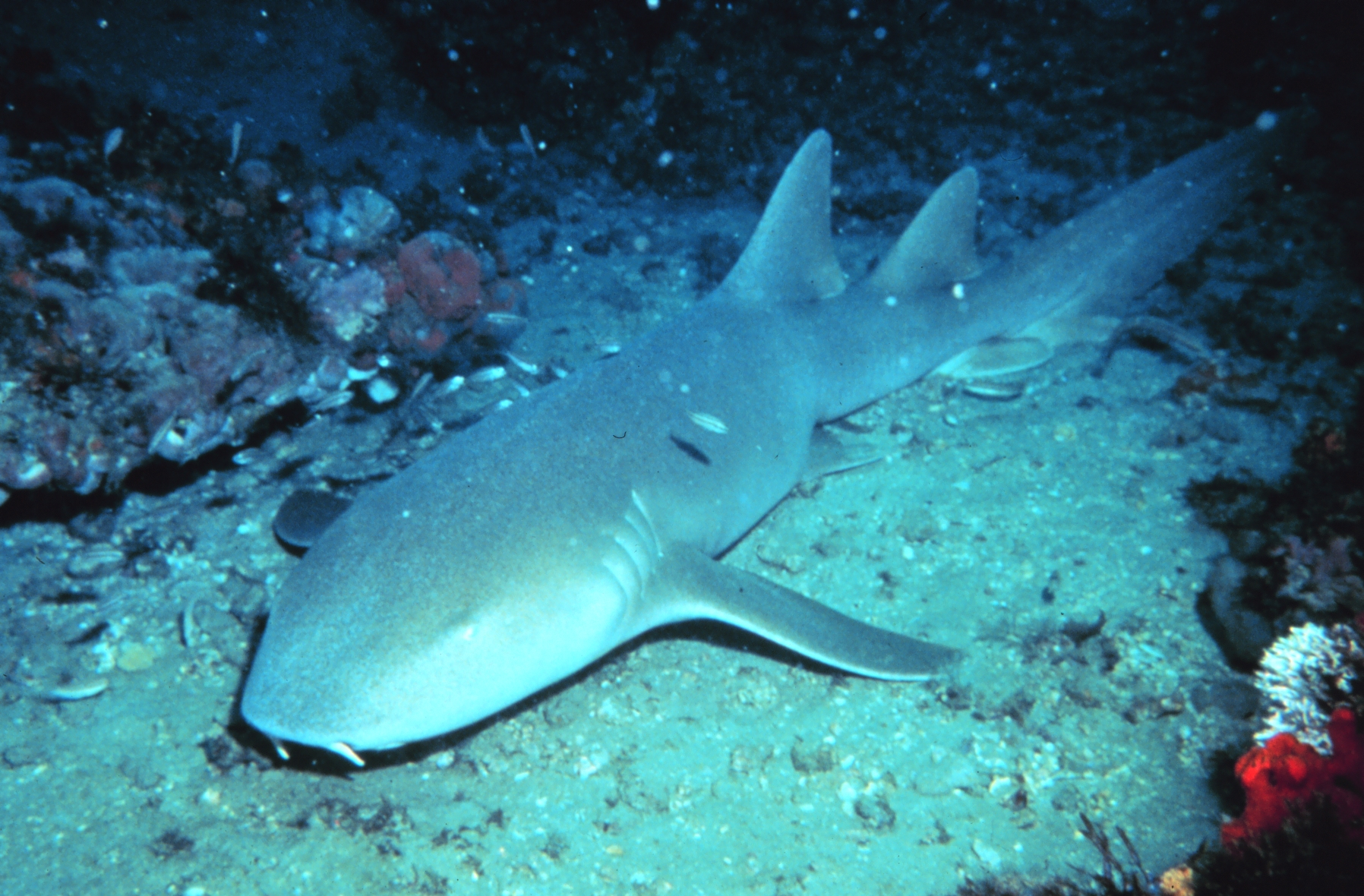
Tiburón nodriza o gata (Ginglymostoma cirratum).

Es en este polígono donde se encuentran los islotes cuyo uso está destinado exclusivamente a la investigación científica, en la zona litoral del polígono predominan las actividades de playa así como el empleo de embarcaciones no motorizadas como kayak, y windsurf. Las actividades más relevantes de este polígono son el buceo autónomo y snorkel por lo que es recomendable acceder por embarcaciones motorizadas desde los clubes náuticos ubicados en las lagunas de Nichupté y Bojórquez a través del canal Sigfrido y canal Nichupté , o bien desde las mismas playas de la zona hotelera.  Las áreas arrecifales más conocidas son cuevones, la bandera, barbones, chitales, del lado norte de la punta, y del lado occidente la zapatera, brincos, rejollada, soraya, san Toribio, pozos azules, barracas, el aristos, la pérdida, cristal, pared de Sara, largo y el bajite. 
La Armada de México donó y hundió para la formación de arrecifes artificiales el barco cañonero “Juan de la Barrera C-55” el 25 de octubre de 2000, y el barco cañonero “Anaya C-58” el 28 de mayo de 2000.  En septiembre de 2004, el huracán Iván que cruzó por el canal de Yucatán más cercano a la isla de Cuba que a la península, tuvo tanta fuerza de afectación que el cañonero Anaya fue partido por la mitad.

### Polígono 3, Punta Nizuc
El tercer polígono se encuentra en la parte sur de la zona hotelera en Punta Nizuc, el acceso terrestre es complicado, por lo que las actividades de playa y deportes no motorizados solo son brindados por prestadores de servicios ubicados en los hoteles de la misma área.
No obstante las barreras arrecifales de la zona son las más visitadas en todo Cancún, la forma más popular de acceder es mediante el uso de embarcaciones motorizadas de una o dos plazas, desde los clubes náuticos ubicados en la laguna Nichupté cruzando por los manglares (“recorrido por la jungla”) y saliendo al océano a través del canal Nizuc, para practicar el snorkel . 
La práctica de buceo también se realiza en el punto conocido como “la boya de los locos”.
Este el polígono del parque es el más cercano al Aeropuerto Internacional de Cancún, se encuentra a tan solo 10 km, saliendo de la zona hotelera y cruzando la carretera 307.

## Daños ecológicos

### Contaminación
El área del parque era hasta antes de la fundación del desarrollo turístico de Cancún, un área de muy bajo impacto ambiental. Con el crecimiento de este polo turístico que ha sido el mayor generador de divisas en el país, se produjo el mayor asentamiento de población en todo el estado de Quintana Roo.
El crecimiento poblacional residente y flotante y el crecimiento de infraestructura turística, han repercutido sobre el sistema arrecifal por el aumento de contaminación de aguas, la constante reducción de manglar, los rellenos de material y los dragados.
La contaminación de agua es debida a descargas de contaminantes orgánicos a través de aguas negras de los sanitarios, vertimiento de detergentes no biodegradables, vertidos de aceites lubricantes y combustibles por las aguas de las sentinas de embarcaciones, eventualmente también se vierten desechos inorgánicos sólidos como corcholatas, popotes, colillas de cigarros, envases desechables, bolsas de plástico, etc. 
La pesca furtiva y las actividades turísticas náutico-recreativas afectan la salud de los arrecifes, y cuando no se crea conciencia ecológica en náuticos y visitantes los daños pueden ser irreversibles por efectos de anclas, levantamiento de sedimentos por nadadores, ruptura accidental de corales por buzos inexpertos o poco cuidadosos, la extracción de pedazos de coral como “recuerdos o souvenires” , el uso de bronceadores no biodegradables, y el uso intensivo de motores de dos tiempos que provoca una descarga constante y directa de aceites al ambiente.

### Accidentes marítimos
Debido al alto índice de tráfico marítimo, se han producido varios daños a las colonias arrecifales, el primero fue a finales de los 70 en el garrafón en el polígono de Isla Mujeres.
En 1997 un crucero de bandera noruega destruyó 460 m² de corales en la zona conocida como Cuevones en el polígono de punta Cancún.
En junio de 2007 la embarcación recreativa semisubmarina "Discovery" que remolcaba a la draga "la Concha" provocó el encallamiento de ambas embarcaciones en la tercera barrera de arrecifes en el polígono punta Nizuc, produciendo un daño en un área estimada de 1,000 m²
El 7 de junio de 2008, un catamarán de nombre "Sea Star" comenzó a hundirse por la popa en el polígono dos del parque en la zona arrecifal "Chital Grande".  La embarcación transportaba 215 turistas, de los cuales 50 habían descendido a practicar snorkel en el área cuando comenzó el percance. La respuesta de los prestadores de servicios náuticos fue inmediata y decenas de embarcaciones de todo tipo acudieron al auxilio de los turistas.  Desgraciadamente una turista americana que se encontraba snorkeleando a un lado de la embarcación sufrió daño cerebral debido a falta de oxigenación por inmersión (ahogamiento).  El director del parque y el director de la CONANP en rueda de prensa confirmaron daños a corales cuerno de alce (Acropora Palmata), en un área de al menos 40 m²  La noticia de este incidente tuvo cobertura nacional en México en televisíón y prensa escrita.